# Bobby Bauer
Robert Theodore „Bobby“ Bauer (* 16. Februar 1915 in Waterloo, Ontario; † 16. September 1964) war ein kanadischer Eishockeyspieler und -trainer, der von 1935 bis 1952 für die Boston Bruins in der National Hockey League spielte.

## Karriere
Zusammen mit Milt Schmidt und Woody Dumart bildete er in Boston die Kraut Line. Sie zählten zu den stärksten Sturmreihen ihrer Zeit und gewannen den Stanley Cup 1939 und 1941. Zum Zweiten Weltkrieg waren 1942 die drei Jungs von der Kraut Line die ersten nordamerikanischen Profis, die in die Armee eintraten. Bauer kam danach noch für zwei Jahre zurück in die NHL, ehe er seine Karriere 1947 beendete. Noch einmal kehrte er 1952 für ein Spiel zur Vereinigung der Kraut Line zurück. Die Bruins besiegten Chicago und Bauer erzielte ein Tor und bereitete ein weiteres vor.
Bauer coachte das kanadische Team bei den Olympischen Spielen in Cortina d’Ampezzo 1956 und in Squaw Valley 1960.
1996 wurde er mit der Aufnahme in die Hockey Hall of Fame geehrt.

## Sportliche Erfolge
- Memorial Cup: 1934
- Stanley Cup: 1939 und 1941
- Allan Cup: 1942

### Persönliche Auszeichnungen
- Second All-Star Team: 1939, 1940 und 1941
- Lady Byng Memorial Trophy: 1940, 1941 und 1947